# David Williamson, Baron Williamson of Horton
David Francis Williamson, Baron Williamson of Horton GCMG, CB, PC (* 8. Mai 1934 in Whitstable, Kent; † 30. August 2015 in Taunton, Somerset) war ein britischer Staatsbediensteter und aktives Mitglied des House of Lords. Als Crossbencher gehörte er keiner Partei an.

## Leben und Ausbildung
David Francis Williamson wurde am 8. Mai 1934 als Sohn der Eheleute Samuel und Marie Williamson in England geboren. Er besuchte die Tonbridge School in Tonbridge in der Grafschaft Kent und ging später nach Oxford, um an dem Exeter College Klassik, Philosophie und Geschichte zu studieren. Dort schloss er sein Studium 1956 mit einem Bachelor und Master in literae humaniores ab.
Von 1956 bis 1958 diente er als Second Lieutenant im Royal Corps of Signals, der Fernmeldetruppe der britischen Armee.
1961 heiratete er Patricia Margaret Smith. Aus der Ehe gingen zwei Söhne hervor.

## Politische Karriere
Seine berufliche Laufbahn als Beamter begann Williamson 1958 im Ministry of Agriculture, Fisheries and Food (Ministerium für Landwirtschaft, Fischerei und Ernährung), arbeitete sich zwischen 1960 und 1962 zum Büroleiter des Ministers hinauf, ging von 1965 bis 1967 in den diplomatischen Dienst und war als erster Sekretär für Landwirtschaft und Ernährung an der Kennedy Round, der sechsten Verhandlungsrunde des General Agreement on Tariffs and Trade (GATT), in Genf beteiligt und folgte 1967 bis 1970 dem Ruf als privater Staatssekretär des Ministers für Fischerei und Ernährung. In dem Ministerium übernahm er von 1970 bis 1977 weitere unterschiedliche Führungsaufgaben für den Bereich Landwirtschaft.
1977 ging Williamson nach Brüssel und übernahm bis 1983 die Position des Deputy Director-General for Agriculture (stellvertretender Generaldirektor für den Bereich Landwirtschaft) in der Europäischen Kommission. 1983 ging Williamson zurück nach Großbritannien, um das Amt des Deputy Secretary (stellvertretender Sekretär) im Cabinet Office anzunehmen. 1987 folgte er noch einmal einem Angebot der Europäischen Kommission und wurde für zehn Jahre ihr Generalsekretär.
1997 ging Williamson zurück nach England und ließ sich dort am 5. Februar 1999 als Life Peer für Lebenszeit in den Adelsstand erheben. Seitdem saß Williamson als Crossbencher (nicht parteigebunden) im House of Lords und wurde dort im Juli 2004 für drei Jahre bis zum Oktober 2007 zum Convenor of the Crossbench Peers (Einberufer) gewählt.

## Weitere Engagements
- 1997–2000 – Gastprofessor an der University of Bath
- 1998–2004 – Mitglied des Wessex Regional Committee im National Trust
- 1998–2005 – Mitglied des Aufsichtsrats in dem britischen Unternehmen Whitbread
- 2000–2003 – Präsident der University Association for Contemporary European Studies
- 2001–2006 – Kurator der Thomson Foundation
- seit 2011 – Vorsitzender des Bruces-Natolin UK European Scholarships Fund

## Auszeichnungen und Ehrungen
- 1984 – Order of the Bath (CB)
- 1991 – Großes Verdienstkreuz mit Stern der Bundesrepublik Deutschland
- 1998 – Order of St. Michael and St. George (GCMG)
- 1998 – Nordstern-Orden (Nordstjärneorden), Schweden
- 1999 – Ehrenlegion (Commandeur de la Légion d’Honneur), Frankreich
- 1999 – Erhebung in den Adelsstand auf Lebenszeit mit dem Titel Baron Williamson of Horton, of Horton in the County of Somerset